# Südöstliche Spitzmaus

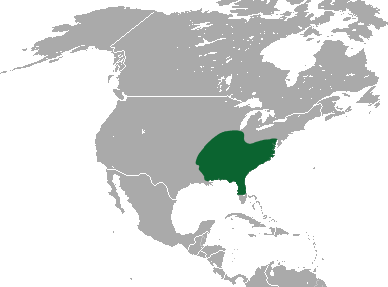
Verbreitungsgebiet

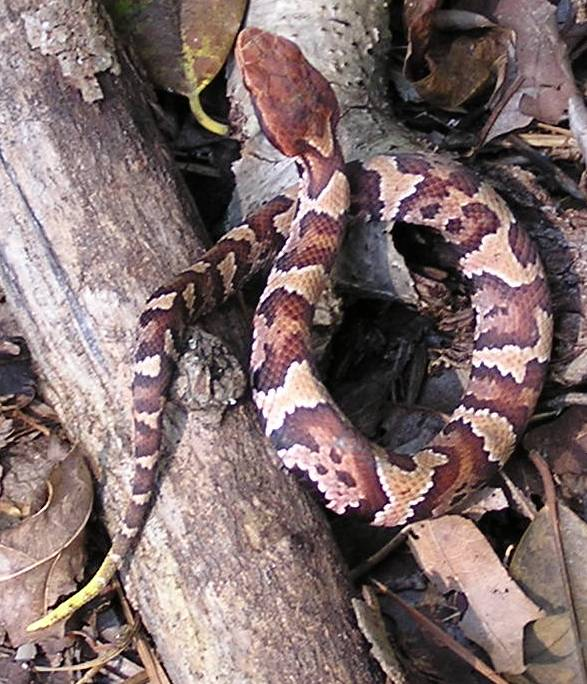
Junge Wassermokassinotter,
ein Hauptfressfeind

Die Südöstliche Spitzmaus (Sorex longirostris) ist ein in Nordamerika lebender Insektenfresser (Eulipotyphla) aus der Familie der Spitzmäuse (Soricidae).

## Merkmale
Die Südöstliche Spitzmaus ist eine kleine Spitzmaus mit langer, spitzer Schnauze und kleinen  Augen und Ohren. Das Fell ist oberseits kurz, rötlich grau bis dunkelgrau, unterseits schwarzgrau gefärbt. Die Gesamtlänge der Tiere beträgt 68 bis 110 Millimeter, wobei der Schwanz 26 bis 33 Millimeter lang ist. Sie wiegen zwischen zwei und sechs Gramm. Die Zahnformel lautet
I3/1-C1/1-P3/1-M3/3 = 32.

## Ähnliche Arten
Im Gegensatz zu verwandten Rotzahnspitzmaus-Arten hat die Südöstliche Spitzmaus kleinere dritte und fünfte einhöckrige (unikuspid) Zähne.

## Verbreitung und Lebensraum
Die Südöstliche Spitzmaus kommt mit mehreren Unterarten in den südöstlichen Vereinigten Staaten verbreitet vor. Ihre Reichweite erstreckt sich von Maryland bis nach Florida und setzt sich Richtung Westen bis nach Oklahoma fort. Sie bewohnt in erster Linie strauchige Wiesen und Wälder sowie Sumpfgebiete.

## Lebensweise
Südöstliche Spitzmäuse sind zu jeder Tageszeit aktiv, ihre Aktivitäten sind jedoch auf kurze Zeiträume beschränkt. Die Tiere bewohnen einen nestähnlichen Bau, der bevorzugt unter verrottenden Baumstämmen in der Nähe von Wasser angelegt wird und mit Moos, Gras und trockenen Blättern ausgepolstert wird.
Die Brutzeit der Südöstlichen Spitzmaus erstreckt sich von März bis Oktober. Weibchen haben üblicherweise mindestens zwei Würfe pro Jahr. Ihr erster Wurf wird in der Regel im März oder April geboren, jedoch kommt es häufig vor, dass die Jungen aufgrund des kalten Wetters dann nicht überleben. Im Durchschnitt besteht ein Wurf aus vier Jungtieren, bei einem Variationsbereich zwischen zwei und sechs. Die Jungen werden nach einer Tragzeit von etwa 18 Tagen blind, taub und nackt geboren. Nach ca. fünf bis sechs Wochen werden sie entwöhnt.
Südöstliche Spitzmäuse ernähren sich nahezu ausschließlich von Wirbellosen (Evertebrata), beispielsweise von Spinnentieren (Arachnida), Tausendfüßern (Myriapoda), Käfern (Coleoptera), Schmetterlingslarven, Grillen (Gryllidae), Schnecken (Gastropoda) und Würmern. Pflanzliche Stoffe werden nur selten als Ergänzung angenommen. Da die Tiere einen hohen Stoffwechselbedarf haben, benötigen sie jeden Tag mindestens 50 % ihres eigenen Körpergewichts an Nahrung.
Die Südöstliche Spitzmaus hat viele Fressfeinde. Dazu zählt in erster Linie die Wassermokassinotter (Agkistrodon piscivorus). Weitere Fressfeinde sind Eulen (Strigiformes), Opossums (Didelphis), Füchse (Vulpini), Wiesel (Mustela) und Skunks (Mephitidae) sowie Hauskatzen (Felis catus) und Haushunde (Canis lupus familiaris). Die Tatsache, dass viele tote Spitzmäuse in Wäldern und auf Straßen gefunden werden, lässt darauf schließen, dass viele Raubtiere die Tiere zwar töten, sie anschließend jedoch nicht fressen, wahrscheinlich wegen des schlechten Geschmacks, der auf Moschus-ähnliche Sekrete zurückzuführen ist, die sie aus Drüsen abgeben.

## Gefährdung
Die vornehmlich im Great Dismal Swamp lebende Unterart Sorex longirostris fisheri wurde zeitweise als bedrohte Art im Endangered Species Act of 1973 geführt. Neue Daten belegen jedoch, dass sie wesentlich weiter verbreitet ist, als bisher angenommen. Sie bewohnt eine große Vielfalt von Lebensräumen, ist genetisch sicher und wird demzufolge, ebenso wie die Nominatform von der Weltnaturschutzorganisation IUCN als „Least Concern = nicht gefährdet“ geführt.